# أنطونيو كالاواي
أنطونيو كالاواي (بالإنجليزية: Antonio Callaway)‏ هو لاعب كرة قدم أمريكية أمريكي، ولد في 27 ديسمبر 1997 في ميامي في الولايات المتحدة.

## وصلات خارجية
- أنطونيو كالاواي على موقع مرجع كرة القدم المحترفة.كوم (الإنجليزية)